# Lampart FC
A Lampart FC egy megszűnt labdarúgócsapat, melynek székhelye Budapesten volt. A csapat egy alkalommal szerepelt az NB I-ben még az 1941-42-es idényben.

## Névváltozások
- 1937–1938 FÉG-Lampart
- 1938–1943 Lampart FC
- 1943–1945 Fegyvergyári SK
- 1945–1948 Lampart SE
- 1948–1951 Lampart MSK
- 1951–1952 Vasas Lampart SK
- 1952–1957 Vasas Kőbányai Zománc
- 1957–1968 Lampart SE

## Híres játékosok
Az alábbi játékosok rendelkeznek felnőtt válogatottsággal.
- Kisalagi János
- Szabó Antal

## Sikerek
NB I
- Résztvevő: 1941-42

NB II
- Bajnok: 1940-41